# Apex (Schriftzeichen)

Unterschiedliche Formen des Apex

Der Apex (Plural Apices oder Apizes) ist ein ab Mitte des 1. Jahrhunderts v. Chr. in lateinischen Inschriften erscheinendes diakritisches Zeichen, mit dem die Länge von Vokalen (Vokalquantität) markiert wurde. Es handelt sich dabei um einen über das Vokalzeichen, häufig etwas nach rechts versetzten, von links unten nach rechts oben verlaufenden Strich oder flach nach unten gekrümmten Bogen, das heißt, er entspricht in der Form weitgehend dem Akut, durch den er in moderner Umschrift wiedergegeben werden kann. Beispiele: TRÁXI, PRÍSCVS, ÓLLA.

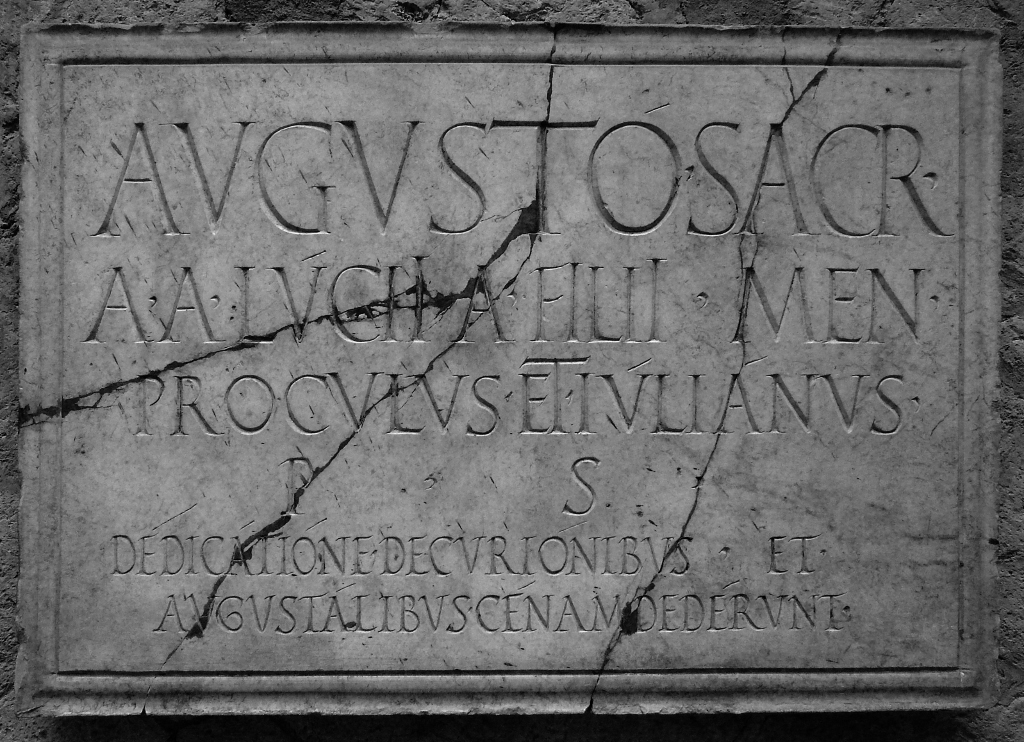
Leicht mit zufälligen Schrammen zu verwechseln: Apices auf einer Inschrift vom Schrein der Augustales in Herculaneum, beispielsweise in AUGUSTÓ.

Das Erscheinungsbild des Apex in Inschriften ist häufig sehr unauffällig, da der Strich oft nur sehr dünn ausgeführt wird. Tatsächlich entspricht er dadurch dem sprichwörtlichen i-Tüpfelchen als etwas, das sinnbildlich für eine leicht zu übersehende Kleinigkeit steht. So heißt eine Redewendung nullum apicem quaestionis praemittere („auch nicht ein i-Tüpfelchen der Frage übergehen“) oder Arnobius spricht von apicibus iuris im Sinn von „Rechtsspitzfindigkeiten“.
Die Markierung des langen Vokals „ī“ wurde zunächst nicht durch Apex, sondern durch eine Verlängerung des Zeichens nach oben realisiert. Diese Form des Buchstabens wird daher als I longa („langes I“) bezeichnet. Beispiele: QUꟾNQVE, MꟾLLIA.
Vor Verwendung des Apex wurde zum Anzeigen eines langen Vokals das Zeichen gedoppelt: PAASTORES, PEQVLATVV.
Dieser Handhabung der Markierung der Doppelung durch ein diakritisches Zeichen entspricht im Fall von gedoppelten Konsonanten der sogenannte Sicilicus (Ɔ). Das Zeichen ähnelt dem Apex, ist aber stärker gekrümmt, woher auch der Name rührt, da sicilis lateinisch „Sichel“ bedeutet.
Revilo Oliver hat argumentiert, dass Apex und Sicilicus ein Zeichen sei, mit ein und derselben Funktion, nämlich eine Doppelung zu markieren.
Der Sicilicus kann im Unicode durch U+0357 COMBINING RIGHT HALF RING ABOVE dargestellt werden.
Heute wird bei der Wiedergabe von lateinischen Texten die Vokallänge durch Makron markiert, PRÍSCVS wird also als prīscus erscheinen, der Akut dagegen wird zur Markierung betonter Silben verwendet.